# Roh (rejon mohylewski)
Roh (biał. Рог; ros. Рог) – wieś na Białorusi, w obwodzie mohylewskim, w rejonie mohylewskim, w sielsowiecie Siemukaczy.